# Margot Frank
Margot Betti Frank (16. februar 1926 – marts 1945) var jøde, søster til Anne Frank og datter af Otto Frank og Edith Frank-Holländer. Ligesom Anne Frank havde hun også skrevet en dagbog, hvilket Anne Frank beskrev i sin dagbog. Man fandt dog ikke nogen spor af den efter anholdelsen.
Hun blev født i Frankfurt am Main, og var opkaldt efter sin moster, Bettina Holländer. Hun boede sammen med sine forældre, Otto Frank og Edith Frank-Holländer, og hendes søster, Anne Frank, i de første år af hendes liv.
Sammen med de øvrige personer i hendes skjulested, blev Margot Frank arresteret af Gestapo og tilbageholdt i deres hovedkvarter natten over. Margot og Anne blev overført til Bergen-Belsen den 30. oktober, hvor begge blev smittet med tyfus i vinteren 1944. Margot Frank døde få dage før hendes søster Anne i begyndelsen af marts 1945. De blev derefter begravet sammen i en af lejrens massegrave.
Margot og Anne Franks far, Otto Frank, var den eneste af de otte, der gik under jorden, som overlevede krigen. Da han vendte tilbage til Amsterdam fik han Annes dagbog af Miep Gies, og offentliggjorde den senere.